# Achampudur
Achampudur è una suddivisione dell'India, classificata come town panchayat, di 12.407 abitanti, situata nel distretto di Tirunelveli, nello stato federato del Tamil Nadu. In base al numero di abitanti la città rientra nella classe IV (da 10.000 a 19.999 persone).

## Geografia fisica
La città è situata a 09° 03' 46 N e 77° 16' 30 E.

## Società

### Evoluzione demografica
Al censimento del 2001 la popolazione di Achampudur assommava a 12.407 persone, delle quali 6.457 maschi e 5.950 femmine. I bambini di età inferiore o uguale ai sei anni assommavano a 1.270, dei quali 660 maschi e 610 femmine. Infine, coloro che erano in grado di saper almeno leggere e scrivere erano 7.922, dei quali 4.738 maschi e 3.184 femmine.